# 虎尾天后宮
虎尾天后宮位於雲林縣虎尾鎮德興里北平路十八號，在地人稱「二媽廟」。
主祀台南市山上區山上天后宮分靈之「玉二聖母」，原鎮殿金尊則為台南市祀典大天后宮大媽副駕，故仍以天后宮為名。